# Перлявка
Перлявка (укр. Перлявка) — село на Украине, находится в Житомирском районе Житомирской области.
Код КОАТУУ — 1822083803. Население по переписи 2001 года составляет 224 человека. Почтовый индекс — 12421. Телефонный код — 412. Занимает площадь 0,841 км².
На территории расположен магазин, кафе «Катруся», клуб, мост для переезда на «37-й общевойсковой полигон»
В селе протекает река Тетерев. Есть пляж.

## Адрес местного совета
12421, Житомирская область, Житомирский р-н, с. Корчак, ул. Ленина, 24